# Nathan McCree
Nathan McCree er en britisk komponist, der i en årrække arbejdede for videospil udvikleren Core Design. Han stod bag soundtracket på de tre første Tomb Raider spil, og er blevet yderst værdsat for disse. I 2012 fungerede han som lyd-og musik instruktør på videospillet Silent Hill:Downpour.